# アピア40
アピア40（アピアフォーティ）は、東京都目黒区碑文谷にあるライブハウス。有限会社ペルメージカンパニーが運営している。

## 概要
1970年、渋谷にて創業。長らくマスターを務めた伊東哲男によれば東京キッドブラザースの常設劇場「HAIR」を前身としており、当時の名称は「SPACE LOBORATORY HAIR」であった。アングラの小劇場としてスタートしたこの場所では音楽だけでなく演劇や舞踏の公演のほか実験映画の上映、美術・写真の展示など各種のイベントが行われた。当時ここに通っていた中には映像作家のほしのあきらや、映画監督となった森田芳光、劇作家の山崎哲などが居り、五月女幸雄による個展では警察による捜査を受けて公然わいせつ罪による2週間の勾留も経験したという。
1970年代中頃から現在の様な音楽を中心とした店となり、店名を「APIA」に変更。APIAとは「a Utopia＝ひとつのユートピア」に由来する造語だという。この頃から出演していたアーティストには南正人や友川カズキ、遠藤ミチロウ、友部正人、三上寛などが居る。遠藤はザ・スターリン解散後にソロ活動を始めた際、アピアを事務所としていた。また1990年代には遠藤と共に音楽レーベル「北極バクテリア」を、アピアで活動するミュージシャンの音源をリリースする目的で「ペルメージ・レコード」を設立。30周年を迎えてバーを併設する改装を行なったが、開業から40年の2009年に碑文谷に移転して店名をAPIA40（アピア40）とした。
アコースティックの弾き語りをメインとするライブハウスであり『弾き語りの殿堂』の異名で知られる。

## 施設
- 最寄り駅：学芸大学駅（東急東横線）